# Định Hóa, Ninh Bình
	Định Hóa		là một xã thuộc tỉnh Ninh Bình, Việt Nam.

## Địa lý
Trụ sở xã nằm cách phường Hoa Lư - trung tâm tỉnh lỵ Ninh Bình 30 km về phía Nam, có vị trí địa lý:
- Phía đông giáp xã Phát Diệm và xã Nghĩa Lâm.
- Phía bắc giáp xã Lai Thành.
- Phía nam giáp xã Bình Minh.
- Phía tây giáp xã Nga An của tỉnh Thanh Hóa.

Xã Định Hóa	có diện tích:	21,44	km², 	dân số:	24.438	người, mật độ dân số: 	1140	người/km². 	
Đây là đơn vị có diện tích xếp thứ:	103	, số dân xếp thứ: 	101	và mật độ dân số xếp thứ: 	68	trong số 129 xã, phường ở Ninh Bình. 
Xã này nằm trên Quốc lộ 12B và cũng là nơi có sông Đáy chảy qua.

## Lịch sử
Đây là một xã thuộc vùng đồng bằng, có lịch sử hình thành từ việc khai mở đất hoang ven biển cùng với huyện Kim Sơn năm 1829.
Ngày 22 tháng 7 năm 1964, Bộ Nội vụ ban hành Quyết định số 199/QĐ-NV về việc đổi tên xã Thanh Giản thành xã Định Hóa.
Theo Nghị quyết số 1674/NQ-UBTVQH15 ngày 16/6/2025 về sắp xếp các đơn vị hành chính cấp xã của tỉnh Ninh Bình năm 2025, Theo đó, sắp xếp toàn bộ diện tích tự nhiên, quy mô dân số của các xã Văn Hải, Kim Tân và Định Hóa thành xã mới có tên gọi là xã Định Hóa.	